# Kap Little
Das Kap Little ist ein Kap am äußersten Ende der Halbinsel zwischen dem Wright Inlet und dem Keller Inlet an der Lassiter-Küste des westantarktischen Palmerlands.
Fotografiert wurde es bei einem Überflug während der United States Antarctic Service Expedition (1939–1941) im Dezember 1940. Weitere Luftaufnahmen entstanden bei der Ronne Antarctic Research Expedition (1947–1948), die in Zusammenarbeit mit dem Falkland Islands Dependencies Survey eine Vermessung des Gebiets durchführte. Der Expeditionsleiter Finn Ronne benannte das Kap nach Delbert Morse Little (1898–1991), dem stellvertretenden Operationsleiter des United States Weather Bureau, der das Programm für die Übermittlung von Wetterdaten bei der Expedition ausgearbeitet hatte.